# Safonovskij rajon
Il Safonovskij rajon (in russo Сафоновский район?) è un rajon dell'Oblast' di Smolensk, nella Russia europea; il capoluogo è Safonovo. Istituito nel 1929, ricopre una superficie di 2.258 chilometri quadrati e nel 2010 ospitava una popolazione di circa 58.000 abitanti.